# Zohra Bensemra
Zohra Bensemra, née le 13 mars 1968 à Alger, est une photographe algérienne travaillant comme photo-reporter, notamment au Moyen-Orient et en Afrique du Nord.

## Biographie
Née à Alger le 13 mars 1968, elle se passionne pour la photographie et suit un stage en 1988, puis fait ses premiers pas au Musée des arts et traditions populaires d’Alger. 
Elle travaille ensuite comme photo-reporter, dès  1990, pour différents journaux tels que Le Jeune Indépendant, puis à partir de 1992 pour le journal El Watan, avant de travailler pour l’agence Reuters à partir de 1998. 
Elle est d’abord pigiste pour Reuters, pendant la guerre civile algérienne en 1997. Elle poursuit en 2000 pour couvrir le conflit entre les Albanais et les Serbes en Macédoine. En 2003, elle est affectée en Irak. Installée à Najaf, elle y devient une photographe employée de Reuters. Elle couvre ensuite le référendum au Soudan, le soulèvement tunisien et la révolution en Libye,,.
Le jury des 6e Rencontres africaines de la photographie de Bamako, au Mali, lui décerne, en 2005, le prix de l'Union européenne pour le meilleur photographe de reportage. Elle a la conviction de l’importance des témoignages visuels des photo-reporters, et c’est cette conviction qui, dit-elle,  l’aide accomplir sa tâche, dans des conditions et contextes difficiles. En 2017, elle est désignée «Photographer of the year 2017» par le quotidien britannique The Guardian.

## Expositions (sélection)
Les premières expositions sont dès les années 1990, notamment à Hambourg en  1996 et 1998, à Sienne en 1998, à Bruxelles  en 1998, à Paris en 1999.
Depuis, elle est présente dans de nombreuses expositions internationales et événements consacrés à la photographie, dont :
- 1997 :  le Festival Visa pour l'image à Perpignan.
- 2003 : Passeurs d’images : photographes algériens dans la presse internationale, Benyoucef Cherif, Fatma-Zohra Bensemra, Hamid Seghilani, Galerie de la Fnac Montparnasse, Paris.
- 2003 : le Festival Visa pour l'image à Perpignan.
- 2004 :  Women by Women - Acht Fotografinnen aus der Arabischen Welt, Die Kommunale Galerie im Leinwandhaus, Francfort-sur-le-Main.
- 2005 :  Les Rencontres africaines de la photographie, à Bamako.
- 2006 : Snap Judgments : New Positions in Contemporary African Photography, Centre international de la photographie (ICP), New York.
- 2006 : Snap Judgments : New Positions in Contemporary African Photography, Miami Art Central (MAC).
- 2006/2007 : Bamako’05. Trobades africanes de la fotografia. Un altre món, Centre de Cultura Contemporània de Barcelone.
- 2011 : Exposition dans l’’immeuble de la Deutsche Bank, à Francfort.
- 2015 : La Triennale de Photographie de Hambourg.
- 2017 : Le Festival Visa pour l'image à Perpignan.